# Los Lagos (Cile)
Los Lagos è un comune del Cile della provincia di Valdivia nella Regione di Los Ríos. Al censimento del 2002 possedeva una popolazione di 20.168 abitanti.

## Società

### Evoluzione demografica
| Censimento del 1992 | Censimento del 2002 |
| 18.564 ab.          | 20.168 ab.          |